# Kit Spencer
Kit Spencer var ansvarig för den brittiska avdelningen inom företaget Commodore. Kit Spencer gjorde bra ifrån sig beträffande tillverkning och marknadsföring i Storbritannien, vilket imponerande på Jack Tramiel som bad Kit Spencer att sköta marknadsföringen i USA av den kommande datorn VIC-20. Försäljningen av VIC-20 slog alla förväntningar. Kit Spencer var även ansvarig för marknadsföringen av Commodore 64. I reklamen som utformades för respektive dator lades stor vikt vid det fördelaktiga förhållandet mellan minnesmängd och det låga priset jämfört med samtida konkurrenter. En annan viktig del i marknadsföringen var att få datorerna att framstå som ett smart val i jämförelse med att lägga pengar på ett TV-spel.
Trots enorma framgångar ersattes Kit Spencer med Myrddin L. Jones år 1983. Bytet genomfördes av Robert H. Lane som var en nytillkommen chef inom företaget Commodore.